# Corridos de amor
Corridos de amor es el primer disco de estudio del grupo valenciano La Pulquería, lanzado en 2004. Sus canciones tienen mezcla de ska, corrido, punk y pasodoble con influencias mariachi. Su primer sencillo fue: El día de los muertos, posiblemente, la canción más conocida del grupo.

## Lista de canciones[1]
1. El día de los muertos
2. En cada rincón
3. Gitano
4. La migra
5. Mala cara
6. Mil esqueletos al sol
7. Plata o plomo
8. Morirse de pena
9. No hay amor
10. Pancho Tequila
11. Quiero saber
12. Tan sierto que pasó/Rancho Pérez